# ليجون (مسلسل)
ليجون (بالإنجليزية: Legion)‏ هو مسلسل تلفزيوني أمريكي من تأليف نواه هولي لصالح قناة FX، مبني على قصص مصورة بنفس الاسم لمارفل كومكس. المسلسل مرتبط بسلسلة أفلام إكس-مان، وهو من إنتاج إف إكس برودكشن بالتعاون مع مارفل تلفزيون.
المسلسل من بطولة دان ستيفنز بدور ديفيد هولر، وهو متحول (mutant) مشخص بانفصام في الشخصية. يشاركه في التمثيل أيضاً رايتشل كيلر وأوبري بلازا وبيل إيروين وجيريمي هاريس وآمبر مدثاندر وكيتي أسيلتو وجين سمارت. يجري تصوير المسلسل في فانكوفر وبرنابي بكندا. المؤلف نواه هولي أراد من ديفيد هولر أن يكون رواي غير موثوق، ويشمل ذلك دمج أزياء سيتنات القرن العشرين مع عناصر من الوقت المعاصر، وأيضاً تصوير المسلسل من خلال وجهة نظر ديفيد المشوه للواقع.
الموسم الأول مكون من ثمانية حلقات بدء عرض لأول مرة على FX في 8 فبراير 2016. تلقى المسلسل إشادة كبيرة من النقاد، مع مديح لطاقم التمثيل، خصوصاً ستيفنز، والتصوير والتصميم، والسرد الغير الخطي. تم تجديد المسلسل إلى موسم ثاني يعرض في 2018.

## مقدمة
ديفيد هولر نزيل في عدة مستشفيات نفسية منذ أن تم تشخيصه بأنفصام في الشخصية عند عمر صغير، لكن ذلك يتغير عندما يقابل مرضى آخرين فيواجه أحتمالية أنه ليس مريض فحسب بل يمتلك قوى خارقة.

## طاقم التمثيل
- دان ستيفنز بدور ديفيد هولر
- رايتشل كيلر بدور سيدني باريت "سيد"
- أوبري بلازا بدور ليني بوسكر/شادو كينغ
- بيل إيروين بدور كاري لودرميلك
- آمبر مدثاند بدور كيري لودرميلك
- كايتي أسيلتون بدور آيمي هولر

## روابط خارجية
- الموقع الرسمي
- ليجون على موقع IMDb (الإنجليزية)
- ليجون على موقع ميتاكريتيك (الإنجليزية)
- ليجون على موقع روتن توميتوز (الإنجليزية)
- ليجون على موقع كينوبويسك (الروسية)
- ليجون على موقع ألو سيني (الفرنسية)
- ليجون على موقع قاعدة بيانات الفيلم (الإنجليزية)